# Richard Fernández
Richard Ernesto Fernández Rodríguez (Juan Lacaze, 29 settembre 1996) è un calciatore uruguaiano, difensore del Guaireña.

## Carriera
Ha giocato nella massima serie dei campionati uruguaiano, paraguaiano ed ecuadoriano.